# Divadlo Karla Pippicha
Divadlo Karla Pippicha se nachází v Chrudimi a nazváno je podle Karla Pippicha (1849–1921), chrudimského advokáta a místního hybatele veřejného dění. Divadlo provozuje Chrudimská beseda, protože ale město nemá vlastní stálý divadelní soubor, pouze zde hostují soubory z okolí. Konají se zde také koncerty a každoročně festival Loutkářská Chrudim. V budově je též výstavní síň.

## Historie
Původní chrudimské divadlo, situované na spodním konci Široké ulice při vstupu do města, už kapacitně nepostačovalo a bylo proto roku 1929 zbořeno. Na místě původního divadla dnes stojí budova banky, se kterou sousedí Regionální muzeum v Chrudimi. Jihozápadně od historického centra města, u řeky Chrudimky, pak bylo na základě návrhu architektů Jindřicha Freiwalda a Jaroslava Böhma postaveno divadlo nové. Základní kámen byl položen 28. října 1931 a slavnostní otevření s uvedením Smetanovy opery Libuše v nastudování místních ochotníků proběhlo 18. února 1934.

## Budova divadla
Monumentální stavba tvořená nestejně vysokými hmotami je pojata ve stylu civilního konstruktivismu s prvky funkcionalismu a vyznačuje se tzv. nautickým (námořním) tvaroslovím jako jsou kruhová okna apod. Široké vstupní schodiště vede k rizalitu hlavního průčelí, členěnému na tři vchody, nad nimiž jsou velká okna foyeru. Nad tím vším bdí socha divadelní Múzy. Za vstupem následuje další široké schodiště do hlavní části a boční schodiště na balkony. Stěny jsou obloženy bílo-červeným mramorem nebo zeleno-žlutě pomalovaným dřevem, které zajišťuje dobrou akustiku. Obdélníkový sál s mírným sklonem s 18 řadami v přízemí a pěti řadami na balkonu má kapacitu celkem 1000 míst, včetně několika samostatných lóží. Strop je pastelově modrý, zaoblený jevištní portál nese motivy hvězdic a jeho vlys symboly činohry (maska) i hudby a zpěvu (lyra), spolu s Pegasem. Budova je už od roku 1958 zapsána v seznamu kulturních památek České republiky.